# Reihensatz (Typografie)
Der Reihensatz ist eine Satztechnik zur Erstellung einfacher Tabellen als Vorstufe zum Tabellensatz. 

## Beschreibung
Auf einer Schreibmaschine wird Reihensatz durch Textzeilen mit an Tabulatorstopps ausgerichteten Wörtern und Zahlen realisiert. Auf die gleiche Weise kann der Reihensatz in Textverarbeitungsprogrammen und DTP- bzw. Layoutprogrammen realisiert werden. Die Ausrichtung von Text mit Leerzeichen ist nur auf der Schreibmaschine oder bei Verwendung einer nichtproportionalen Schriftart verwendbar.
Der Übergang vom Reihensatz zum Tabellensatz ist fließend. Komplexere Tabellen, z. B. mit linierten oder mehrzeiligen Zellen, sollten mit einem Tabelleneditor erstellt werden.

## Zitat
Als Reihensatz wurden ursprünglich zeilenweise untereinander gesetzte Informationen bezeichnet:

„Reihensatz: die Aufzählung von Namen, Waren, zusammengehörigen Wortgruppen. Kommt in Verzeichnissen, Tabellenspalten, Wörterbüchern usw. vor. Die zweiten und weiteren Zeilen jeder Gruppe werden etwas eingezogen.“